# 부활의 노래
"부활의 노래"는 1991년 공개된 대한민국의 영화이다. 1991년 제작된 '부활의 노래'는 당시 "무장봉기를 미화했다"는 이유로 "민주화 운동 부분 25분을 잘라내라"는 지시를 받았으나 이정국 감독(1997년 '편지' 연출) 등 제작 관계자는 국회의원들 찾아다니면서 많이 부탁을 하여 삭제를 4, 5분 정도로 줄여 1991년 3월 개봉했다. 이후 1993년 김영삼 정부 이후 삭제된 부분을 복원하여 재개봉하였다.

## 캐스팅
- 김영건 : 철기 역
- 박지수
- 이경영 : 태일 역
- 김수경 : 민숙 역

## 수상
- 1994년 제30회 백상예술대상 신인감독상 - 이정국